# Pusztacelina
Pusztacelina, román nyelven Țeline, falu Romániában, Erdélyben, Szeben megyében. Hégen községhez tartozik.

## Fekvése
Segesvártól délkeletre, Hégen közelében fekvő település.

## Története
Nevét 1614-ben Wossling (Scheiner  159) néven említette először oklevél. Későbbi névváltozatai: 1808-ban Vaslek, 1835-ben 
Czelina (Schem.  147), 1850-ben Puszta  Czeline,  Wossling, 1861-ben Voszling, Praedium Czelina, 1888-ban  Puszta-Czelina    (Wossling), 1913-ban Pusztacelina.
A trianoni békeszerződés előtt Nagy-Küküllő vármegye Nagysinki járásához tartozott.
1910-ben 551 lakosából 107 magyar, 427 román volt. Ebből 18 római katolikus, 77 református, 437 görögkeleti ortodox volt.
A Hégen községhez tartozó falunak a 2011 évi népszámláláskor 131 lakosa volt.

## Itt születtek, itt éltek
- Lőrinczi László (Pusztacelina, 1919. január 21. – Settimo San Pietro, 2011. december 18.) - erdélyi magyar költő, író, műfordító, szerkesztő.